# Wilhelmsfehn I

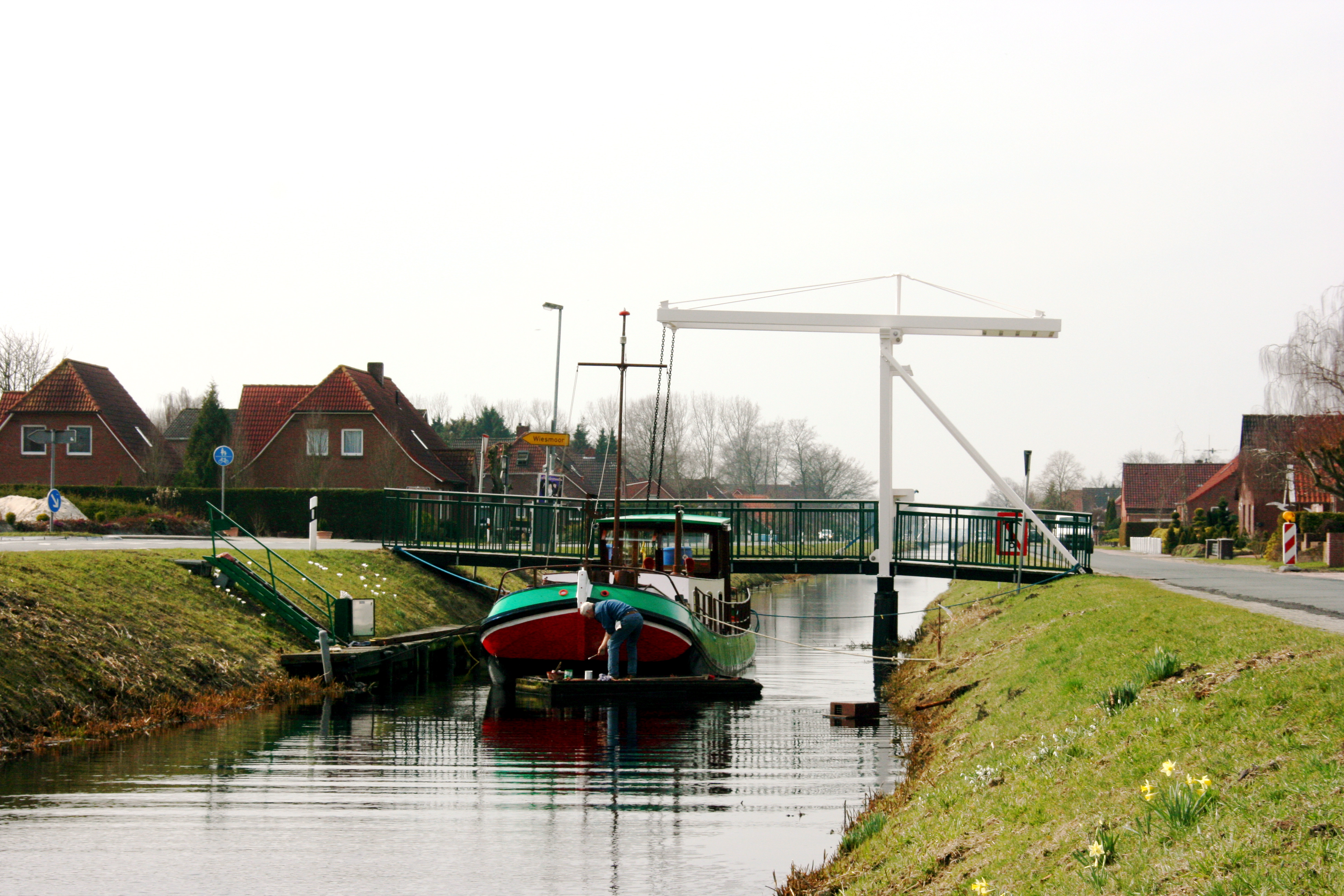
Der Wilhelmsfehnkanal

Wilhelmsfehn I ist ein Stadtteil von Wiesmoor im Landkreis Aurich in Ostfriesland.

## Geschichte
Der Ort entstand ab 1888 als östliche Verlängerung von Ostgroßefehn und ist mit diesem bis heute städtebaulich eng verbunden: Der Übergang ist fließend. Angelegt wurde der Ort von der Großefehngesellschaft. Benannt wurde die Fehnkolonie nach Kaiser Wilhelm I. Bis 1921 wuchs der Ort auf 245 Einwohner.
Wilhelmsfehn I war zunächst ein Gutsbezirk, aus dem in den 1920er Jahren die Gemeinde Wilhelmsfehn wurde.
Bei der Bildung der Großgemeinde Wiesmoor 1951 wurde die Gemeinde Wilhelmsfehn dorthin eingegliedert. Im Süden des Ortsteils wurde in den 1950er- und 1960er-Jahren ein Gewerbegebiet angelegt, in dem das heute größte private Unternehmen Wiesmoors, die Bau- und Anlagenbaufirma Bohlen und Doyen, ansässig ist. Außerdem entstanden ein Sportstadion und das seit 2008 nicht mehr genutzte Rathaus der Gemeinde (heute: Stadt) Wiesmoor. Der nördliche Teil von Wilhelmsfehn I ist von einer Reihe von Wieken (Zweigkanälen von Fehnkanälen) geprägt.